# Ляхович Ярина
Яри́на Ляхо́вич (дошлюбне Цюпа́к; нар. 2 жовтня 1942, Теребовля) — українська художниця. Членкиня Об'єднання митців Вікторії та Спілки українських образотворчих митців Австралії. 

## Життєпис
Від 1943 року жила в Німеччині. 1949 року переїхала до Австралії. Закінчила відділ дизайну в Королівському Мельбурнському інституті технології (1968). Працювала дизайнеркою інтер'єрів в адміністрації штату Вікторія. Діяльна в товаристві «Пласт». Була одружена з Андрієм Ляховичем.

## Творчість
Малює в абстрактно-експресивному стилі. Нагороджена за участь у багатьох виставках, у тому числі 2-х річних Королівської заокеанської ліги. 1992 року відбулися 2 персональні виставки Ярини Ляхович у Мельбурні, усього до 2000 року — 5 індивідуальних виставок.
Картини зберігаються в колекціях в Австралії, Канаді та США.